# Enrique Rébsamen
Enrique Conrado Rébsamen Egloff (1857-1904) fue un educador mexicano nacido en Kreuzlingen, Suiza el 8 de febrero de 1857, y cuyas reformas educativas influyeron de manera decisiva en el sistema educativo de México.

## Infancia y formación académica
Rébsamen nació el 8 de febrero de 1857 en la aldea Kreuzlingen-Egelshofen, ubicada cerca del Lago de Constanza en Suiza. Primogénito del matrimonio de Juan Ulrico Rébsamen, educador y director de la escuela normal de esa localidad durante 43 años y de Catalina Egloff, mujer de vasta instrucción, hija del coronel y consejero gubernamental Johann Conrad Egloff, La formación principal de Rébsamen fue en el área de la pedagogía obteniendo diplomas de profesor de primaria el 12 de abril de 1876, en la Escuela Normal dirigida por su padre en Kreuzlingen. Posteriormente, se graduó como profesor de escuela secundaria tras titularse en la Universidad de Lausana en 1876, y en la Universidad de Zúrich en 1877. Estudió botánica con el naturalista Jean Balthasar Schnetzeler, literatura francesa e inglesa con Heinrich_Breitringer], geología y paleontología con Eugene Renevier, así como Filosofía y Pedagogía con Richard Avenarius, fundador del empiriocriticismo. Desde su época de estudiante realizó aportaciones literarias que abarcaban diversos temas tanto científicos como culturales.
Al egresar desempeñó el puesto de director y jefe de profesores en la escuela recién fundada de la población de Lichtenfels en el entonces Reino de Baviera, durando cinco años y medio en este cargo. En ese tiempo desarrolló amistad con diversos intelectuales de la época. Uno de ellos, Carlos Von Gagern, de quien leyó el ensayo titulado “Quetzalcóatl” que lo impactó profundamente, tuvo gran influencia en la decisión de Rébsamen de viajar a México.

## Arribo a México
Llegó a México para encargarse de la educación de los hijos de un comerciante en la ciudad de León. Después vivió en la Ciudad de México, donde entabló amistad con pensadores importantes de la época, entre ellos Ignacio Manuel Altamirano. Se dedicó a investigar diversas cuestiones de lingüística, historia y sociología, así como a escribir ensayos en un periódico capitalino. El entonces Presidente de la República, Porfirio Díaz, se interesó por el trabajo de Rébsamen y lo recomendó con el gobernador de Veracruz, Juan de la Luz Enríquez, quien manejaba un proyecto educativo estatal de grandes alcances.
Por instrucción de este último, en 1885 Rébsamen se incorporó a la escuela modelo de Orizaba, fundada y dirigida por el alemán Enrique Laubscher. Allí creó la academia normal que indujo al gobernador a llevar a cabo la reforma educativa que ordenaba que en todas las poblaciones se crearan escuelas de distrito que estuvieran a cargo de profesores egresados de la academia. Allí también generó lo que Abraham Castellanos editaría como “Pedagogía Rébsamen”.
En 1886 el gobernador Enríquez encargó a Rébsamen la creación de una escuela normal en Xalapa y una escuela experimental anexa, que comenzaron a funcionar al siguiente año con veinticinco estudiantes. En ella formó, con las estrategias educativas más modernas de la época, maestros que ejercieron en diferentes lugares del país, modificando la enseñanza primaria. Participó en los Congresos Nacionales de Instrucción Pública de 1889 y 1890, en los que Justo Sierra Méndez fungió como presidente; en ellos aportó elementos muy importantes relacionados con la organización y el funcionamiento de las escuelas.
A partir de 1891 y a petición del presidente Porfirio Díaz, Rébsamen (sin dejar la dirección de la Escuela Normal de Xalapa) comenzó a trabajar en la reorganización de la instrucción pública en diversos lugares: Oaxaca, Jalisco y Guanajuato en forma personal y en otros siete estados a través de sus discípulos, a quienes asesoraba. Para 1900 ya funcionaban en el país 45 escuelas normales. Su trabajo sentó las bases del normalismo mexicano bajo la premisa de que, según sus palabras:

“…lo que caracteriza a la escuela normal es la aplicación teórico-práctica de la doctrina para formar hombres y para formar ciudadanos, siendo esta doctrina científica y práctica…”

En Guanajuato trabajó entre los años 1894 y 1900 realizando, entre otras, las siguientes acciones: fundó la Escuela Normal de León el 3 de noviembre de 1894; redactó la Ley y el Reglamento de Instrucción Primaria a nivel estatal, lo que presentó como modalidad especial la creación de escuelas modelo en 1895; propuso al gobierno del estado un proyecto de sistemas de medio tiempo en las escuelas del campo (1899); supervisó personalmente el desarrollo y los avances en las escuelas modelo que organizó (1900). 
La concepción educativa de Rébsamen se apoyaba en autores de la pedagogía alemana (Herbart, Ziller, Diesterweg, Froebel y Kehr), de la francesa (Rousseau y Jacotot), de la inglesa (Spencer y Bain) y desde luego, de la pedagogía suiza (Pestalozzi y Giart). Por ello, Rébsamen consideraba su doctrina ecléctica ya que manejaba las reformas y las aportaciones más trascendentales de las diversas tendencias pedagógicas de la época. 	 
Durante toda su vida Rébsamen realizó incontables publicaciones. En 1888 adaptó para México el Atlas Geográfico de Volckmar. En 1889 fundó la revista pedagógica, científica y literaria “México Intelectual”. En 1899 publicó el “Método de Escritura y Lectura”, conocido como Método Rébsamen, libro que hasta 1929 había alcanzado los cuatro millones de ejemplares vendidos. En 1900 publicó la guía para la enseñanza de la escritura y lectura en el primer año escolar.
El pensamiento de Enrique Conrado Rébsamen, si bien se ubica naturalmente en el contexto de la enseñanza normalista, tiene las condiciones de vigencia que le permiten trascender en el tiempo y en el espacio a otros campos de la pedagogía, ya que se fundamenta en principios que en términos actuales se relacionan con la calidad y la pertinencia de la educación.

## Reconocimientos
Entre muchas instituciones educativas y calles que llevan su nombre en México, se encuentran:
- La Escuela Normal Veracruzana fundada por él, que sigue teniendo importancia y reconocimiento nacional, ahora lleva el nombre: Benemérita Escuela Normal Veracruzana "Enrique C. Rébsamen".[4]
- Calles, escuelas y diversos monumentos portando su nombre e imagen, conmemoran su desempeño ejemplar como educador en México.
- El Centro Escolar Enrique C. Rébsamen, escuela primaria, ubicada en el edificio de la antigua sede de la Benemérita Normal Veracruzana en la que se erige en su patio central una escultura de cuerpo completo.